# Twosret
Twosret (Tawosret, Tausret) được biết đến là Nữ vương cuối cùng của Ai Cập cổ đại trong các vương triều và là Pharaon cuối cùng của Vương triều thứ 19. Bà được sách Manetho chép với tên là Thuoris.
Bà đã trị vì Ai Cập 7 năm, nhưng gần 6 năm đầu bà làm nhiếp chính cho ông vua trẻ Siptah, người tiền nhiệm bà. Sau khi Siptah băng hà, bà tự lập một triều đại riêng cho mình, kéo dài gần 2 năm thì bị diệt vong.

## Thân thế
Cha mẹ của Twosret vẫn còn nhiều bí ẩn. Bà có thể là một người con gái của pharaon Merneptah. Theo một số giả thuyết thì mẹ của bà là hoàng hậu tên Takhat. Takhat được sắc phong là "Vợ của Vua" và "Con gái của Vua", vì vậy bà là người hoàng tộc. Takhat có thể là con gái hoặc là cháu nội của Ramesses II; bà có lẽ đã lấy Merneptah hoặc Seti II. Hoàng hậu Takhat cũng xuất hiện trên nhiều bức tượng của Amenmesse, vì thế bà cũng được cho là mẹ của ông, nếu thế thì Twosret và Amenmesse là anh em ruột.
Twosret được nghĩ rằng đã kết hôn với pharaon Seti II và là kế hậu của ông (nếu Takhat là vợ của Seti). Không có một người con nào được biết đến giữa hai người, ngoại trừ ngôi mộ KV56 có nhắc đến một công chúa, có thể là con của 2 người. Và nếu Siptah là con của Seti II, thì bà là mẹ kế của vị vua trẻ này. Bởi Siptah lên ngôi khi còn là trẻ con, bà đã làm nhiếp chính cho nhà vua.

## Trị vì

### Nhiếp chính
Tên của Twosret và Seti được phát hiện trong ngôi mộ đầy vàng KV56. Nhiều đồ vật trong mộ cũng mang tên của Rameses II. Một số nhà khoa học cho rằng ngôi mộ này thuộc về con gái của Twosret và Seti; số khác cho rằng đây là kho tài sản của riêng Twosret.
Trong thời gian đồng cai trị của bà và Siptah, Đại pháp quan Bay chuyên quyền nên đã bị Siptah cho xử tử vào năm trị vì thứ 5. Còn Twosret, theo cuộn giấy Papyrus Harris I (văn thư ghi lại những sự kiện chính vào thời này), bà đã thông đồng với một bạo chúa tên Irsu, mặc cho hắn cướp phá dân chúng. Về sau, Isru bị Setnakhte giết chết.

### Nữ vương
Sau khi vua trẻ Siptah mất, bà đã chính thức thành lập một triều đại cho mình, tự xưng "Người con gái của thần Ra, người phụ nữ của Tamerit, Twosret của Amun". Thời kỳ của bà nổ ra nhiều cuộc nội chiến tranh giành ngai vàng. Không rõ bà đã bị Setnakhte lật đổ hay bà đã qua đời trong thời gian đó.
Ramesses III, con trai của Setnakhte đã xóa tên của bà, thậm chí là của Siptah trong danh sách các vua thuộc Vương triều thứ 19, được vẽ trên đền thờ của Ramesses ở Medinet Habu. Có vẻ như thực sự là nữ vương Twosret đã bị Setnakhte trừ khử trong cuộc nội chiến giành quyền lực.
Năm trị vì được chứng thực cuối cùng của bà là năm 8 tháng 2 Shemu ngày 29 trên đền thờ của bà tại Gournah, mặc dù ngôi đền này chưa thật sự hoàn thiện. Bà có thể đã trị vì thêm vài tháng sau đó.

## Đền đài, văn thư
Một số đền đài và văn thư có nhắc đến nữ vương Twosret được phát hiện:
- Bia đá Bilgai ghi lại sự xây dựng một công trình ở Sebennytos[9]
- Một cặp tượng của Twosret và Siptah tại một bảo tàng ở Munich[10]
- Tại một ngôi đền ở Amada, bà được gọi là "Người vợ hoàng gia vĩ đại" và "Người vợ thần thánh"[9]
- Một bức tượng tại Heliopolis có khắc tên bà[9]
- Khung tên của bà được thấy tại Qantir
- Tên của Twosret và Siptah được tìm thấy tại mỏ khai thác ngọc lam ở Sinai[11]
- Một chiếc bình bằng sứ có mang tên bà tại Jordan[11]
- Một đền thờ chưa hoàn thiện của nữ vương được xây dựng bên cạnh đền Ramesseum của Ramesses II

## Lăng mộ
KV14 ban đầu dành cho nữ vương Twosret, xây dựng dưới thời Seti II. Về sau bị Setnakht chiếm hữu, cỗ quan tài của nữ vương được tái sử dụng cho hoàng tử Amenherkhepeshef, con của Ramesses VI, chôn tại KV13. Seti được chôn trong một buồng của KV14 rồi cải táng tại KV15.

Một xác ướp của nữ giới với tên gọi "Người phụ nữ vô danh D" tại KV35, được cho là của bà, nhưng không có bằng chứng.

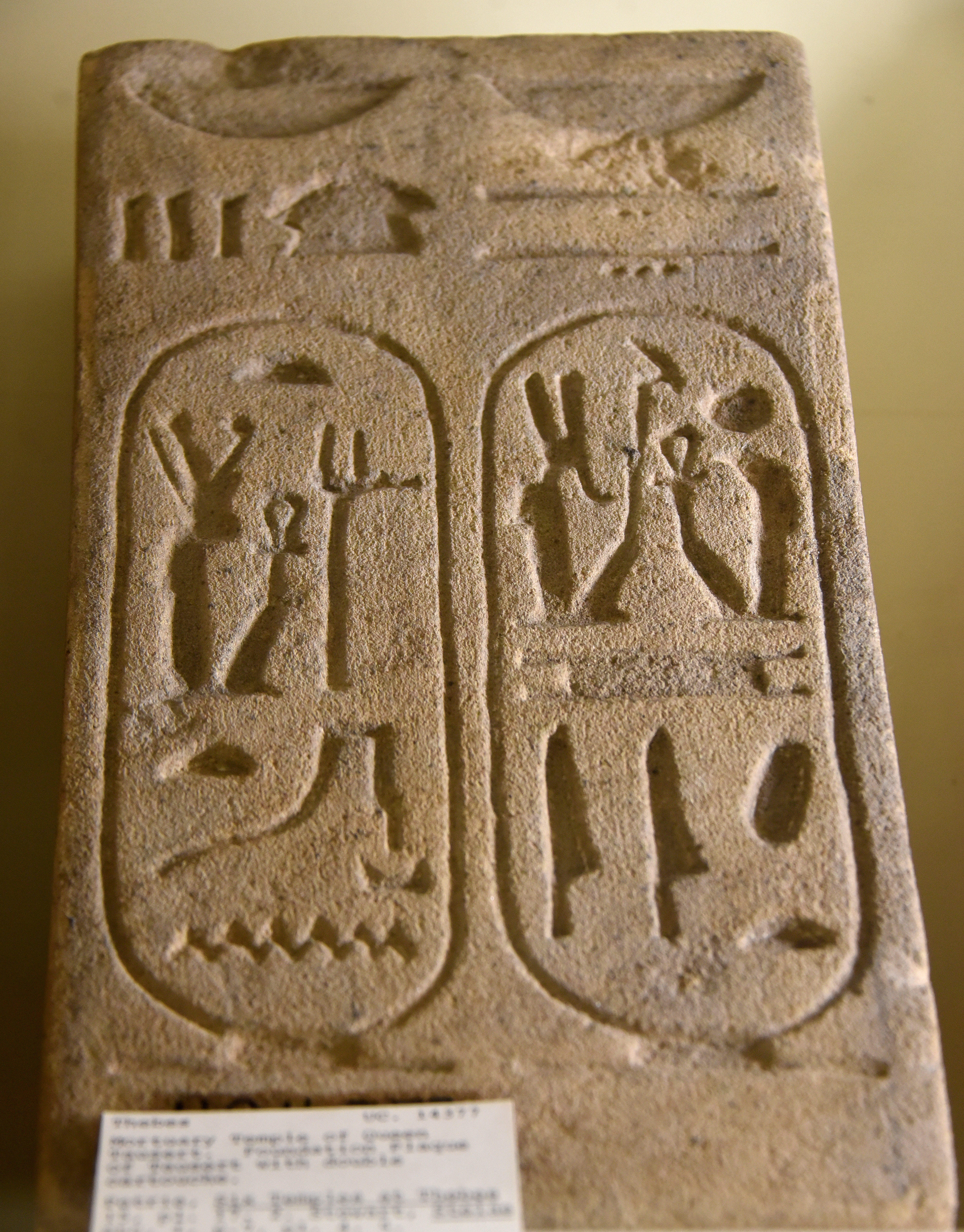
Hai khung tên của nữ vương Twosret tại Thebes (Bảo tàng Petrie, Anh)